# چچل
چچل (به لاتین: Trzechel) یک سکونتگاه مسکونی در لهستان است که در Gmina Nowogard واقع شده‌است.